# Episcopotettix
Episcopotettix is een geslacht van rechtvleugeligen uit de familie veldsprinkhanen (Acrididae). De wetenschappelijke naam van dit geslacht is voor het eerst geldig gepubliceerd in 1903 door Rehn.

## Soorten
Het geslacht Episcopotettix  is monotypisch en omvat slechts de volgende soort:
- Episcopotettix sulcirostris (Rehn, 1903)